# Glossophaga morenoi
Glossophaga morenoi is een zoogdier uit de familie van de bladneusvleermuizen van de Nieuwe Wereld (Phyllostomidae). De wetenschappelijke naam van de soort werd voor het eerst geldig gepubliceerd door Martinez & Villa in 1938.

## Voorkomen
De soort komt voor in Mexico.